# Microrganismos indicadores da qualidade dos recursos hídricos
A detecção direta de bactérias e vírus patogênicos e cistos de parasitas protozoários requer procedimentos caros e demorados e mão de obra bem treinada. Esses requisitos levaram ao conceito de organismos indicadores de contaminação fecal. Os microrganismos indicadores são responsáveis por avaliar a qualidade e apresentar informações sobre o meio em que está presente ou em que foi detectado.
Para um microrganismo ser considerado como um bom indicador ele precisa apresentar algumas características específicas, tais como, estar presente em grande quantidade em fezes de animais de sangue quente, deve estar presente quando os patógenos estão presentes e ausente em amostras não contaminadas, estar presente em maior número do que o patógeno, não ser patogênico, ser detectável por meio de métodos fáceis, rápidos e baratos, ser resistente a agressões ambientais e a desinfecção em estações de tratamento de água e esgoto.
Os microrganismos indicadores não causam necessariamente as doenças como os microrganismos patogênicos, porém possuem a mesma origem.
A água é um recurso necessário e indispensável para a vida. Por isso, o seu grau de excelência deve ser mantido para não expor a população a doenças de veiculação hídrica.
No Brasil a qualidade dos recursos hídricos é monitorada pela Agência Nacional de Águas e Saneamento Básico (ANA) através das informações passadas pelos órgãos estaduais gestores responsáveis pelos recursos hídricos, apesar de cada região usar diferentes critérios e parâmetros para avaliação da qualidade da água. O principal indicador do país é o Índice de Qualidade das Águas (IQA) que utiliza os seguintes parâmetros: temperatura da água, pH, oxigênio dissolvido, resíduo total, demanda bioquímica de oxigênio, coliformes termo tolerantes, nitrogênio total, fósforo total e turbidez.

## Coliformes
Os coliformes são estabelecidos como bactérias aeróbias ou anaeróbias facultativas, gram-negativas, não formadoras de endósporos, em forma de bastonete. Os coliformes como indicadores são essenciais para a qualidade dos recursos hídricos, porém possuem limitações, como o seu crescimento que ocorre agregado aos biofilmes nas áreas internas das tubulações de água, mas não são postos como uma ameaça para a saúde pública.

### Coliformes Totais
O grupo de coliformes totais pertence à família Enterobacteriaceae e que fermentam lactose com produção de gás em 48 horas a 35ºC. Este grupo inclui Escherichia coli, Enterobacter, Klebsiella e Citrobacter. A E. coli apresenta-se em grande proporção na população bacteriana intestinal humana. Esses indicadores são úteis para determinar a qualidade da água potável, águas de pesca de moluscos e águas recreativas. Em estações de tratamento de água, os coliformes totais são um dos melhores indicadores da eficiência do tratamento.

### Coliformes Fecais
Coliformes fecais ou coliformes termo tolerantes incluem todos os coliformes que podem fermentar lactose a 44,5ºC. O grupo de coliformes fecais compreende bactérias como Escherichia coli ou Klebsiella pneumoniae. A presença de coliformes fecais indica a presença de matéria fecal de animais de sangue quente. Alguns pesquisadores sugeriram o uso exclusivo de E. coli como um indicador de poluição fecal, uma vez que pode ser facilmente destacado dos outros membros do grupo de coliformes fecais. Os coliformes fecais exibem um padrão de sobrevivência semelhante ao de patógenos bacterianos, mas sua utilidade como indicadores de protozoário ou contaminação viral é limitada. Eles são menos resistentes à desinfecção do que vírus ou cistos de protozoários. Os padrões de coliformes, portanto, não são confiáveis no que diz respeito à contaminação de ambientes aquáticos com vírus e cistos de protozoários. Eles também podem crescer novamente na água e águas residuais sob condições apropriadas.

## Estreptococos fecais
Este grupo compreende Streptococcus faecalis, S. bovis, S. equinus e S. avium. Por habitarem comumente o trato intestinal de humanos e animais de sangue quente, são usados para detectar contaminação fecal na água. Os membros deste grupo sobrevivem mais do que outros indicadores bacterianos, mas não se reproduzem no meio ambiente.

## Enterococos
Os enterococos, também utilizados como indicadores de contaminação hídrica, em que algumas de suas espécies aparecem nas fezes humanas e de animais de sangue quente, como Enterococcus faecalis, Enterococcus faecium, Enterococcus durans e Enterococcus hirae. Além disso, uma de suas principais características é sua resistência e capacidade de sobreviver em condições adversas como pH  alcalino (9,5), sua ampla faixa de temperatura (de 10ºC a 45ºC), cresce de forma aeróbica e anaerobicamente, é gram-positivo, e são mais resistentes à cloração. A sua presença no meio como indicador é complementar ao grupo coliformes, outrossim, dá informações adicionais sobre potenciais contaminações fecais, comparada a E. coli sobrevive menos tempo em ambientes aquáticos.

## Clostridium perfringens
Clostridium perfringens, um grande bastonete, gram-positivo, que forma endósporos, anaeróbio obrigatório cresce no trato intestinal e produz uma exotoxina que causa os sintomas típicos de dor abdominal e diarreia. Os endósporos sobrevivem a altas temperaturas e a desinfetantes, e o tempo de geração da bactéria vegetativa é de menos de 20 minutos sob condições ideais. É comumente encontrado em fezes humanas e animais e em ambientes aquáticos contaminados com águas residuais. Sua presença indica deficiência no tratamento e que pode haver organismos mais resistentes.

## Pseudomonas aeruginosa
Pseudomonas aeruginosa, bactéria gram-negativa, aeróbios, resistente a alguns antibióticos e desinfetantes e amplamente encontrados distribuídos no solo e em fontes de água, sobrevivem em ambientes úmidos com necessidades ambientais precisas para a sua sobrevivência. Elas podem crescer em resíduos de matéria orgânica incomuns, como filmes de sabão ou adesivos selantes, utilizados em muitos recipientes de produtos.  Além da presença e deterioração em alimentos, estas bactérias podem ser importantes patógenos oportunistas.

## Doenças de veiculação hídrica pela ação de organismos patogênicos
As doenças decorrentes de veiculação hídrica são causadas principalmente por ações de microrganismos patogênicos de origem entérica, animal ou humana, transmitidas basicamente pela rota fecal-oral, ou seja, são excretados nas fezes de indivíduos infectados que entra em contato com a água contaminando-a, o que faz com que sejam ingeridos na forma de água ou alimento contaminado por fezes.
As DTVH são consideradas uma das causas mais importantes de mortalidade e morbidade em todo o mundo, sua transmissão se dá por água e alimentos contaminados. Vírus, parasitas, bactérias e suas toxinas são os agentes epidemiológicos que causam a doença, toxinas naturais de plantas, fungos e substâncias químicas também causam as doenças.
Segundo a tabela apresentada no site pela Secretária Municipal da Saúde de Curitiba-PR as doenças são, Cólera, Diarreias Agudas, Febre tifoide, Hepatite A e Leptospirose. A tabela traz de forma simplificada as doenças, agentes epidemiológicos transmissores, sinais e sintomas, período de incubação, modo de transmissão, período de transmissibilidade e diagnóstico laboratorial.
| Doença                      | Cólera | Diarreias Agudas                                           | Febre Tifoide                                                                   | Hepatite A                                                                             | Leptospirose |
| --------------------------- | --- | ---------------------------------------------------------- | ------------------------------------------------------------------------------- | -------------------------------------------------------------------------------------- | --- |
| Agente Etiólogico           | Víbrio cholerae | Diversos (E. coli, Giardia, Rotavírus, Salmonelas, etc...) | Salmonella typhi                                                                | Vírus"A" da Hepatite                                                                   | Bactéria Leptospira spp |
| Sinais e sintomas           | Diarréia aquosa, vômitos, dor abdominal, cãimbras, desidratação, choque. Pode haver a forma leve e inaparente.               | Diarréia, febre, vômito                                    | Febre alta, cefaléia, mal-estar geral, falta de apetite, diarréia ou obstipação | Náuseas, vômitos, mal-estar geral, febre, icterícia, fezes esbranquiçadas urina escura | Febre, mal-estar geral, cefaléia, anorexia, náuseas, vômitos, mialgia. Forma anictérica e Ictérica.                                                       |
| Período de incubação        | Algumas horas a 5 dias. Média: 2 dias                                                                                        | Variável com a etiologia                                   | 1 a 3 semanas                                                                   | 15 a 45 dias. Média: 3 dias                                                            | 1 a 20 dias. Média: 7 a 14 dias |
| Modo de transmissão         | Fecal-oral (ingestão de água e ou alimentos contami-nados)                                                                   | Fecal-oral                                                 | Fecal-oral                                                                      | Fecal-oral                                                                             | Exposição direta ou indireta à urina de animais infectados (ratos). Penetração do microorganismo: pele lesada, mucosas quando imersas em água contaminada |
| Período de transmissilidade | Enquanto houver eliminação do vibrião pelas fezes. Geralmente 15 dias após o início da doença. Há portadores (meses até ano) | Variável com a etiologia                                   | Fecal-ora                                                                       | De 2 semanas após o início da doença                                                   | Infecção inter-humana é raro |
| Diagnostico laboratorial    | Swab retal ou fecal. Diagnóstico clínico-epidemiológico                                                                      | Parasitológico, cultura, prova sorológica, bacteriologia   | - Relação de Widal - Hemocultura - Coprocultura                                 | Transamina-ses marcador sorológico: Anti-HAV                                           | Aglutinação das leptospiras (2 amostras de soro com intervalos de 15 dias)                                                                                |

## Análise socioambiental de fatores que levam a contaminação de recursos hídricos
Fora parâmetros, químicos, físicos e microbiológicos para avaliar a qualidade da água, é necessário acatar outros aspectos, como socioculturais, geoambientais, condições de conservação de recursos naturais, ocupação territorial e forma de uso deste espaço, tanto pela população rural quanto urbana, a fim de garantir um desenvolvimento sustentável.
Grande parte da população brasileira não tem acesso a saneamento básico, comunidades mais pobres e desfavorecidas sócio-historicamente vivem em locais muitas vezes insalubres e sem condições de higiene básica mínimas. Controlar e manejar a qualidade de recursos hídricos é um dever do estado, infelizmente as políticas ambientais em relação ao saneamento básico de qualidade no Brasil fica a desejar e o estado atual de muitas localidades ficam à mercê de atenção devida.

## Projetos relacionados à microrganismos indicadores da qualidade dos recursos hídricos em Universidades

#### Avaliação microbiológica da qualidade da água em bebedouros de uma instituição de ensino superior de Caxias do Sul-RS
Autoras: Daiane Soares Glowacki1 e Liziane Bertotti Crippa2
1Acadêmica – Centro Universitário da Serra Gaúcha – Caxias do Sul-RS, Brasil.
2Professora – Centro Universitário da Serra Gaúcha – Caxias do Sul-RS, Brasil.
Instituição: Centro Universitário da Serra Gaúcha Brasil – Caxias do Sul-RS, Brasil.
Objetivo: O propósito do presente trabalho foi avaliar a qualidade microbiológica da água disponível em bebedouros de uma instituição de ensino superior localizada em Caxias do Sul-RS.
Materiais e métodos: Foram analisadas duas amostras de cada um dos quatro bebedouros escolhidos nos prédios que apresentavam maior circulação de estudantes em períodos diferentes, início das aulas (março/2018) e metade do semestre (maio/2018).
Antes de começar a coleta do material para análise, foi realizada a desinfecção das torneiras dos bebedouros com álcool a 70º. Após a coleta de aproximadamente 150 mL de água, as amostras foram encaminhadas a um laboratório externo com certificado de reconhecimento ISSO/17025. Os frascos estéreis foram identificados de acordo com o número do prédio e a data da coleta. Para todas as amostras, foi adicionado 0,1 mL de um agente redutor, o Na2S2O3 – tiossulfato de sódio. O tiossulfato de sódio neutraliza o cloro residual presente na água e impede a continuação da ação bactericida durante o deslocamento da amostra.
Resultados: A análise microbiológica da água dos bebedouros de uma instituição de ensino superior de Caxias do Sul apontou que das oito amostras coletadas, três delas mostraram-se alteradas conforme os padrões de potabilidade estabelecidos pela portaria 2914/2011 do Ministério da Saúde.
Conclusão: Esta pesquisa de parâmetros microbiológicos apresentou a presença exclusivamente de bactérias heterotróficas nas águas dos bebedouros. Segundo os resultados obtidos neste estudo e baseado nos padrões de potabilidade estabelecidos pela portaria vigente 2.914/2011 do Ministério da Saúde, das segundas amostras de água coletadas dos quatro bebedouros, ¾ apresentaram quantidades de bactérias heterotróficas superiores ao aceitável pela legislação, na qual se adverte que a contagem não exceda o limite de 500 UFC/mL; portanto, é possível compreender que a água destes bebedouros estava imprópria para o consumo humano.
Projeto em andamento -  Ocorrência e identificação dos patógenos entéricos Campylobacter, Cryptosporidium e Giardia recuperados de água subterrânea para consumo humano e de fezes de animais em seu entorno e avaliação do impacto na saúde.
O projeto faz parte do consórcio entre quatro universidades – USP, Unioversity of North Carolina, University of Surrey and University of Wollongong denominado de University Global Partnership Network (UGPN) o qual financia projetos liderados por pesquisadores das quatro universidades.

## Legislações brasileiras acerca da qualidade dos recursos hídricos
- A LEI Nº 9.433, DE 8 DE JANEIRO DE 1997.
- A LEI No 9.984, DE 17 DE JULHO DE 2000.
- PORTARIA Nº 2.914, DE 12 DE DEZEMBRO DE 2011
- PORTARIA N.º 1469, DE 29 DE DEZEMBRO DE 2000
- DECRETO Nº 5.440, DE 4 DE MAIO DE 2005.